# Миклебюстський корабель
Миклебюстський корабель (норв. Myklebustskipet) — залишки спаленого корабля вікінгів, знайденого в кургані Рундехагьєн на фермі Миклебюст у Нордфьордейді, Норвегія. За загальними розмірами Миклебюстський корабель є найбільшим кораблем вікінгів, виявленим у світі на сьогодні.

## Розкопки

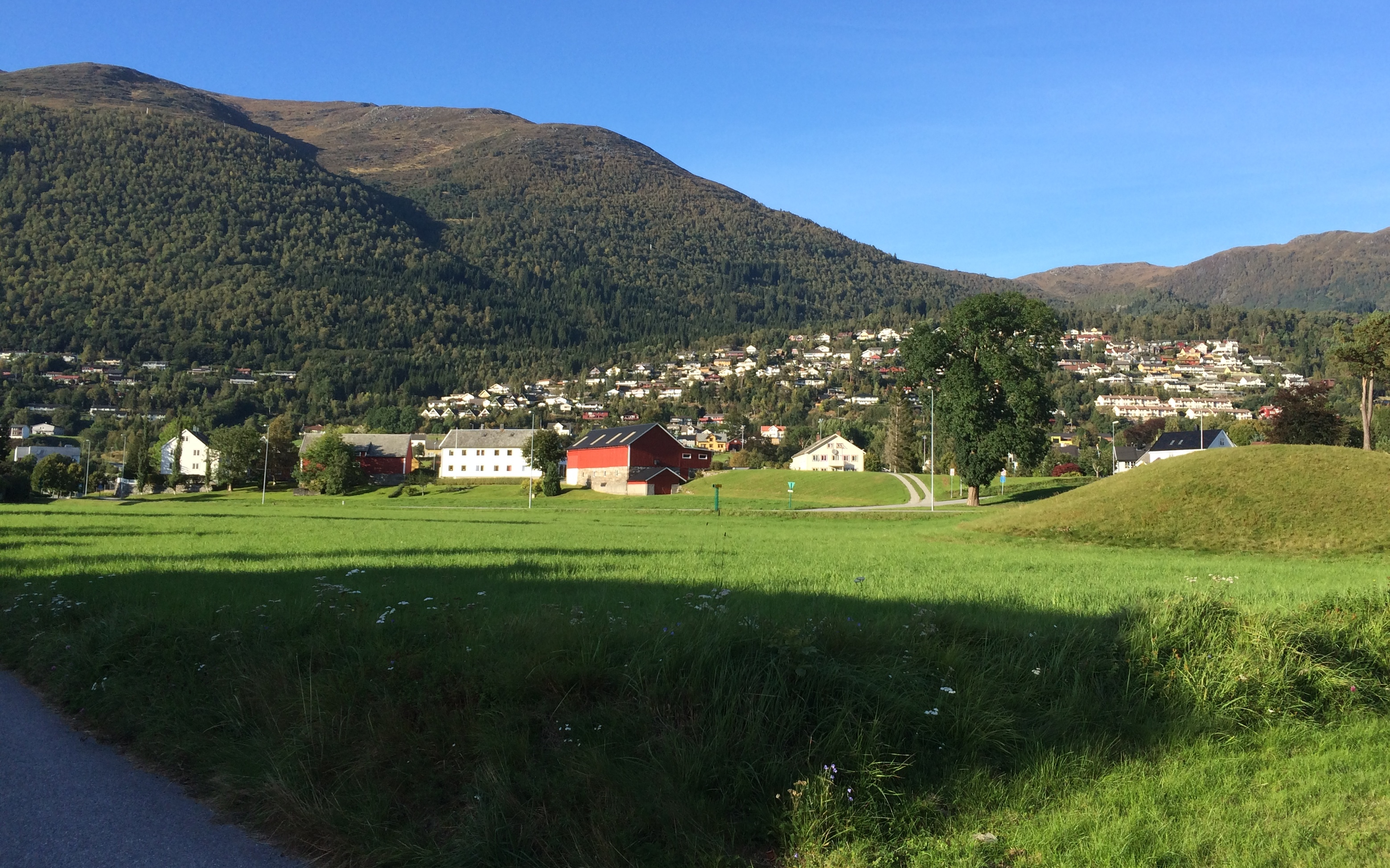
Нордфьордейд, де в кургані на хуторі Миклебюст в 1874 році розкопали згорілий корабель вікінгів.

Археолог Андерс Лорандж приїхав до Нордфьордейда з Бергена в 1874 році, щоб дослідити великий курган, який місцеві називають «Rundehågjen» або «Lisje Skjoratippen». Курган стоїть на фермі Миклебюст (Myklebust), на території якої знаходилось 5 курганів, і вважається, що вона була домом для династії вікінгів, очолюваної, зокрема, королем вікінгів Аудбйорном Фрейбйорнсоном з королівства Фірда.
Курган мав приблизно 30 метрів у діаметрі та майже 4 метри у висоту. Навколо нього також був широкий рів. Курган містив залишки великого корабля вікінгів і низку об'єктів високого статусу з кінця IX століття.

## Розмір

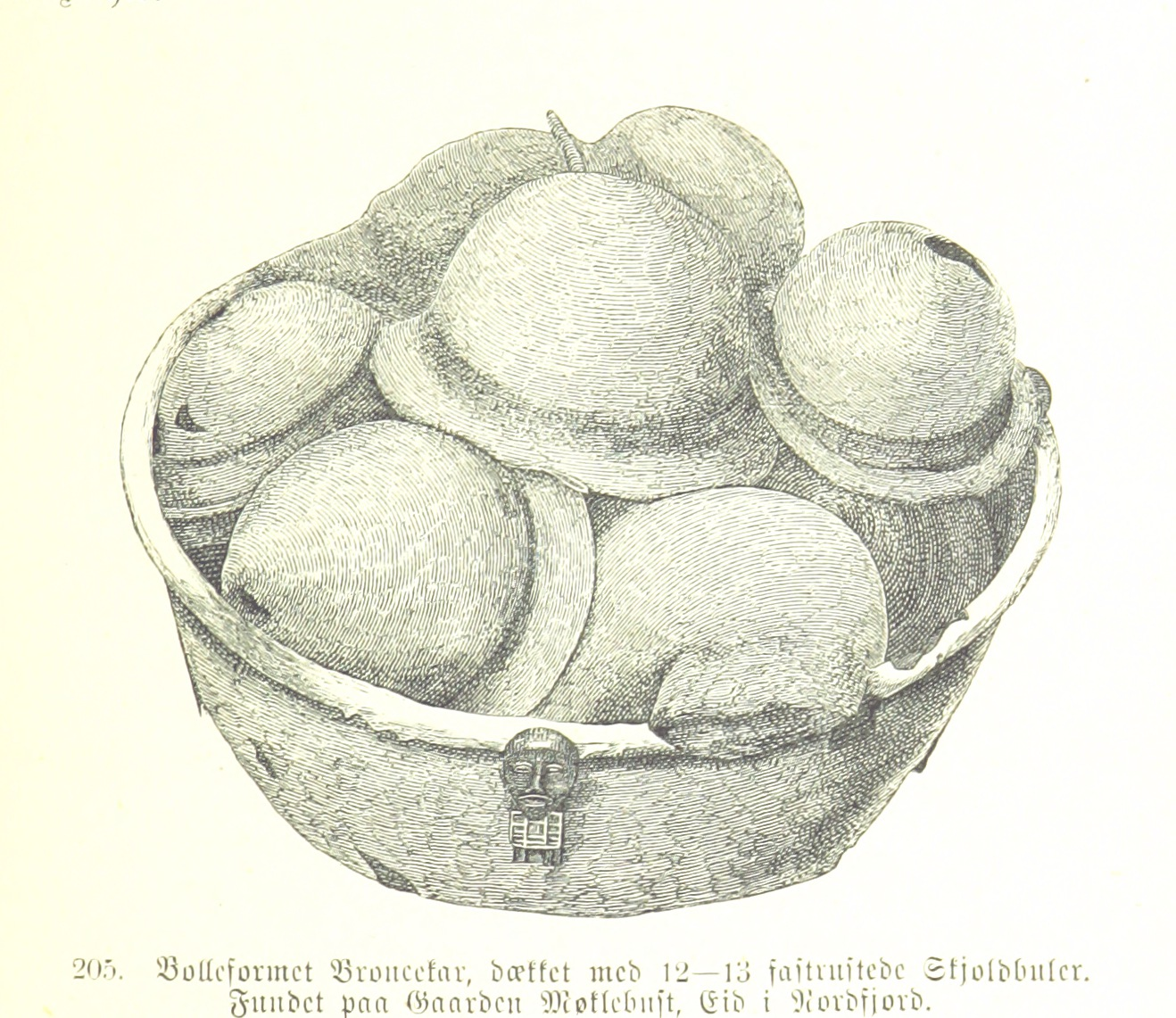
Бронзова посудина з умбонами щитів вікінгів, знайдених на Миклебюстському кораблі. Ole Andreas Øverland: Illustrated History of Norway (1885).

Згідно з даними Бергенського університета розмір корабля відомий на основі кількох знахідок. По-перше, це кількість заклепок і цвяхів (не менше 7000), а також їх розмір. Розмір змінювався залежно від того, до якої частини корабля він належав, а довжина показувала, наскільки товстим мав бути корпус корабля. Друге — велика кількість золи в кургані. Шар попелу поширювався на обидва краї кургану, а в середині був подвійний шар, розділений шаром піску. Інший шар, можливо, являв собою спалені залишки кінців корабля, які кинули всередину перед тим, як насипати курган над могилою. Третій — кількість знайдених умбонів щитів у могилі. Всього було знайдено 44 металевих умбони щитів, які, як вважають, відповідають кількості екіпажа корабля. Це число вважається мінімальним, оскільки могила була розкопана лише наполовину. Щити, ймовірно, були б розміщені вздовж рядів на кораблі, і тому вони дають уявлення про довжину корабля. Виходячи з цих знахідок, передбачувана довжина Миклебюстського корабля становить біля 30 метрів (100 футів).

## Реконструкція

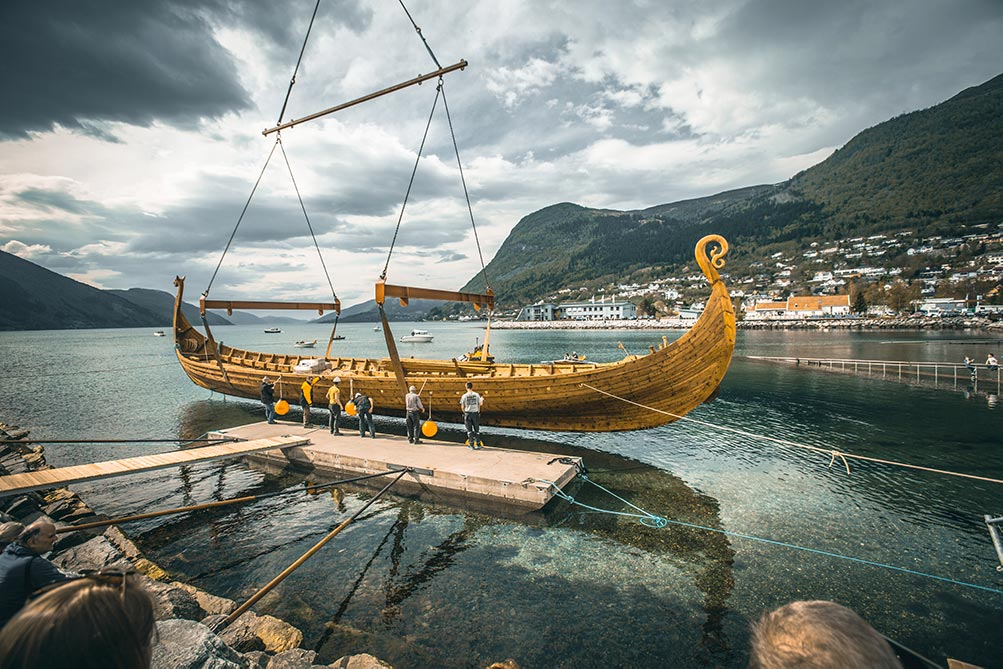
Спуск реконструкції Миклебюстського корабля

У музеї вікінгів Сагастад у Нордфьордейді головною пам'яткою є повномасштабна реконструкція Миклебюстського корабля. Корабель було спущено на воду в квітні 2019 року і охрещено міністром культури Норвегії Тріне Скай Гранде 10 травня 2019 року.
Реконструкція корабля є повністю морехідною і щорічно спускається на воду. Сучасна, спеціально побудована будівля музея на набережній має позаду великі двері та рампу — спуск до фіорду, щоб полегшити спуск судна на воду.
Спуск корабля на воду у 2024 році став першим спуском з 2019 року через пандемію COVID-19 . Відео спуску стало вірусним і його переглянуло понад 18 мільйонів людей.

## Галерея

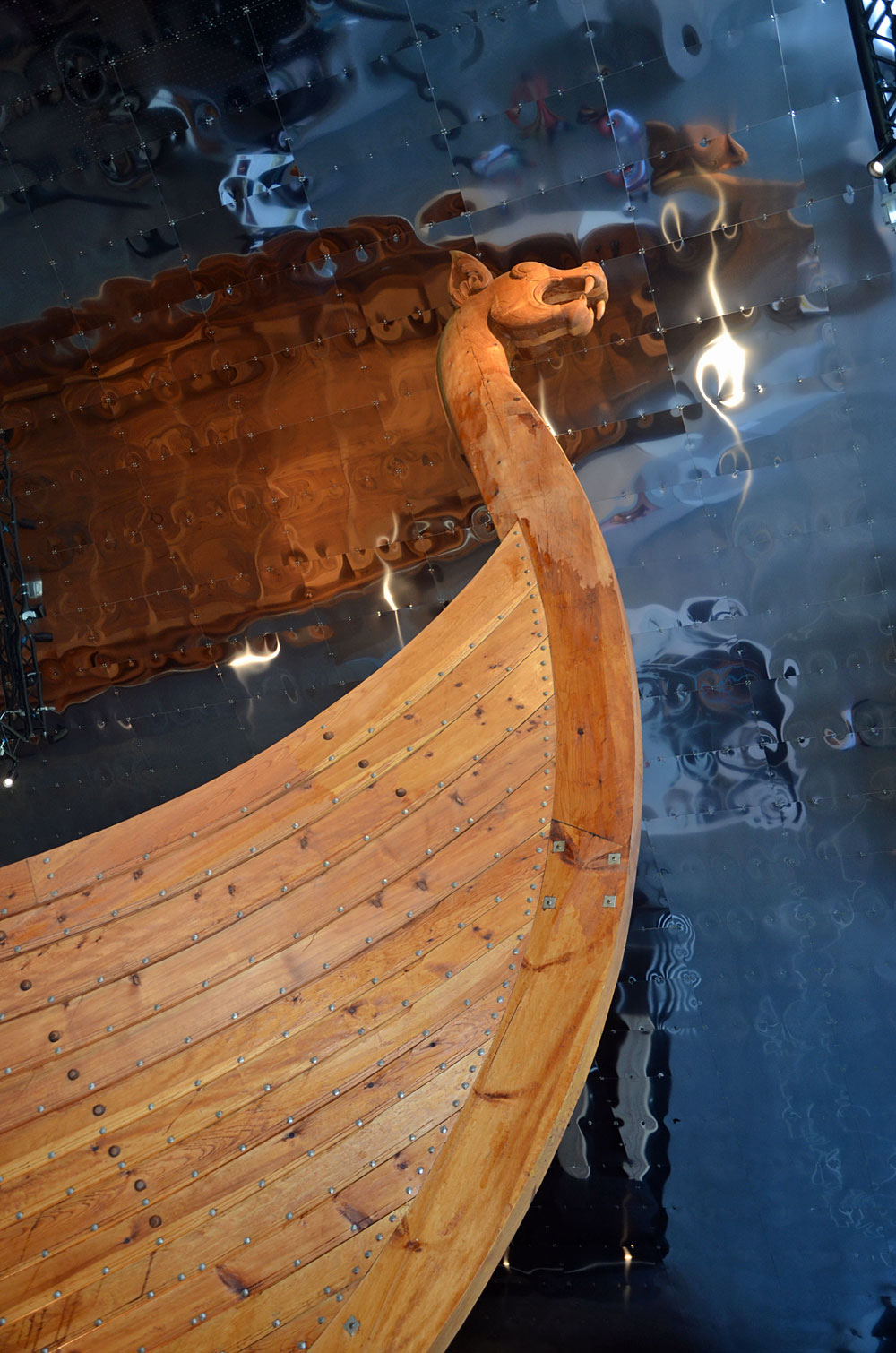
Форштевень
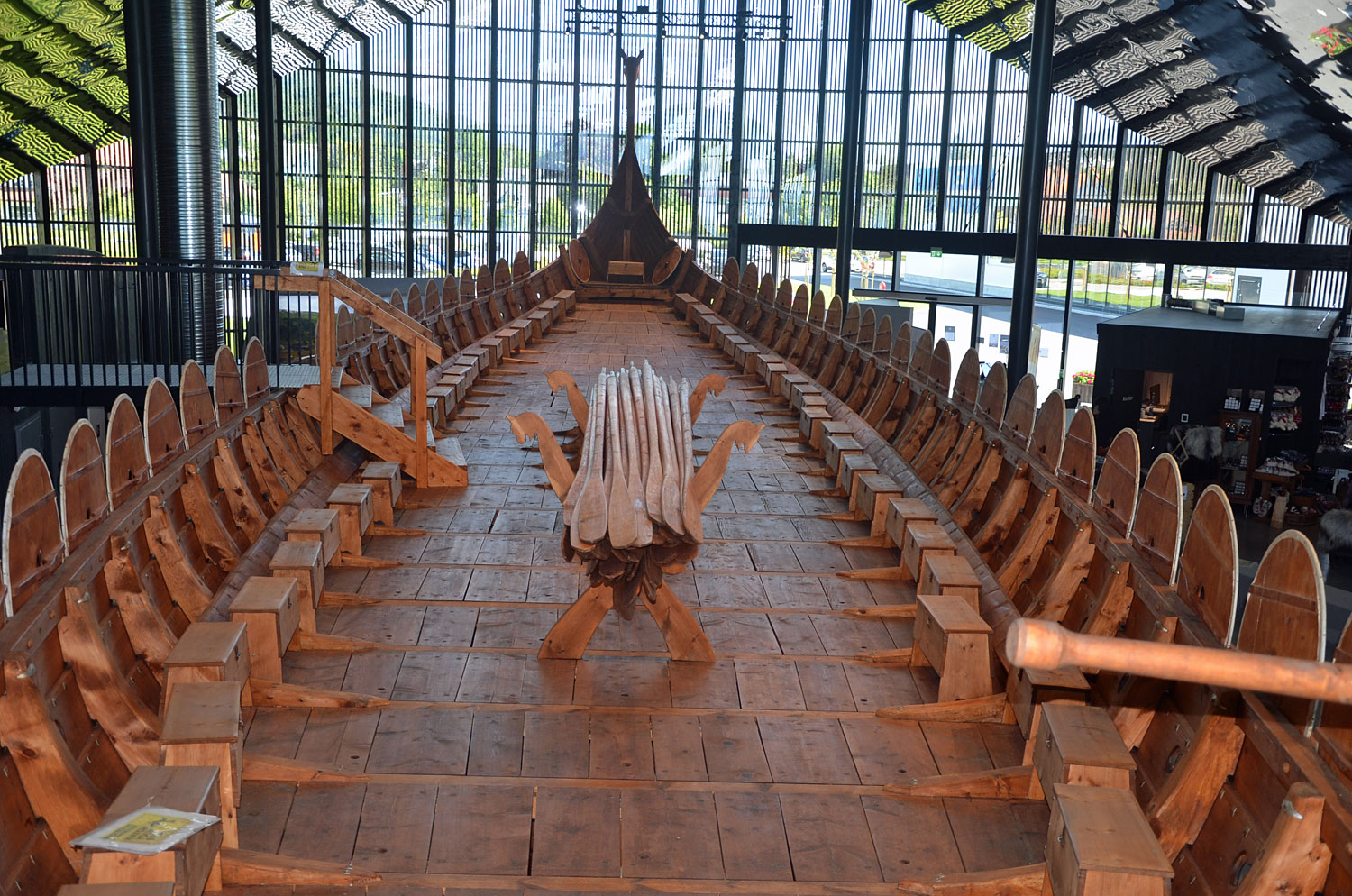
Палуба корабля
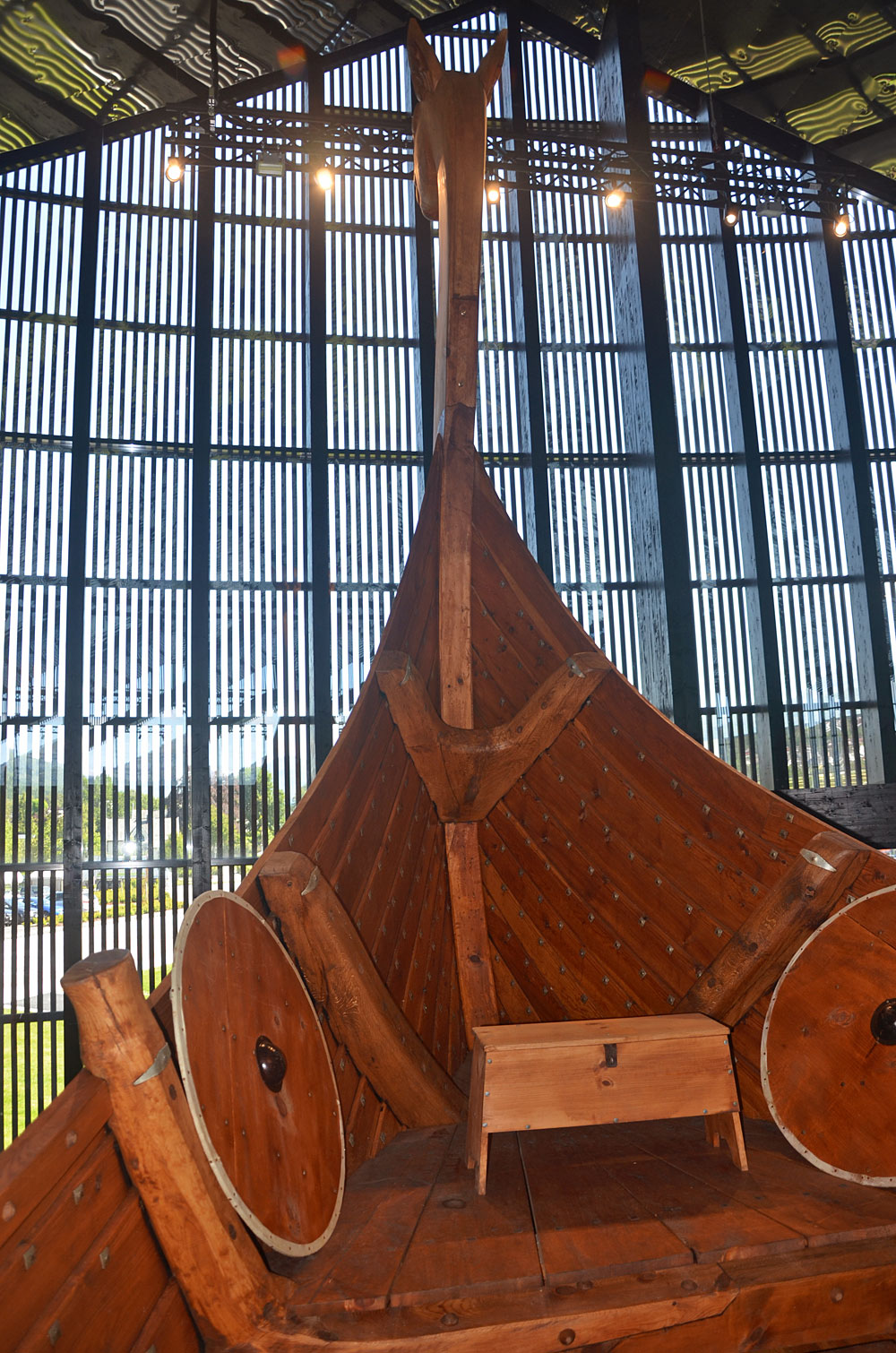
Ніс
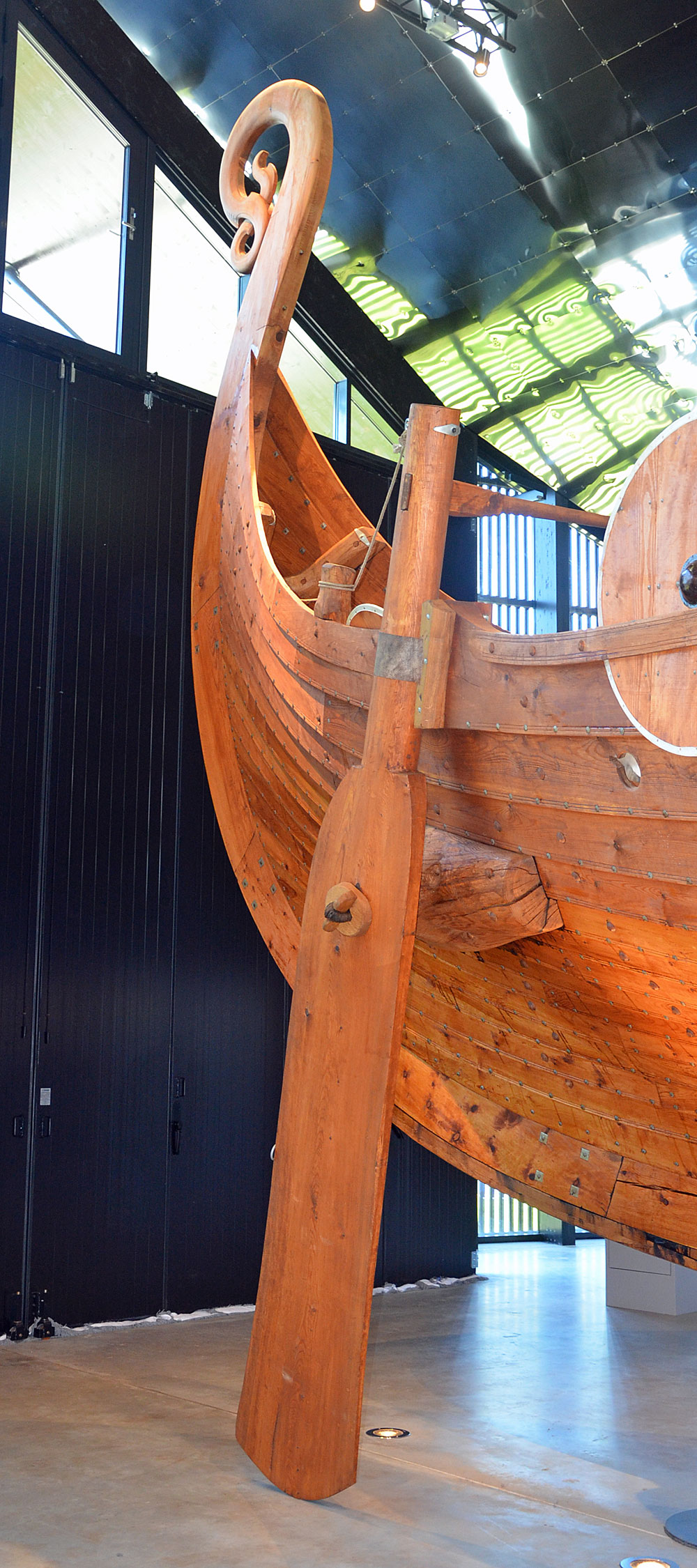
Кермове весло ззаду з правого борту.
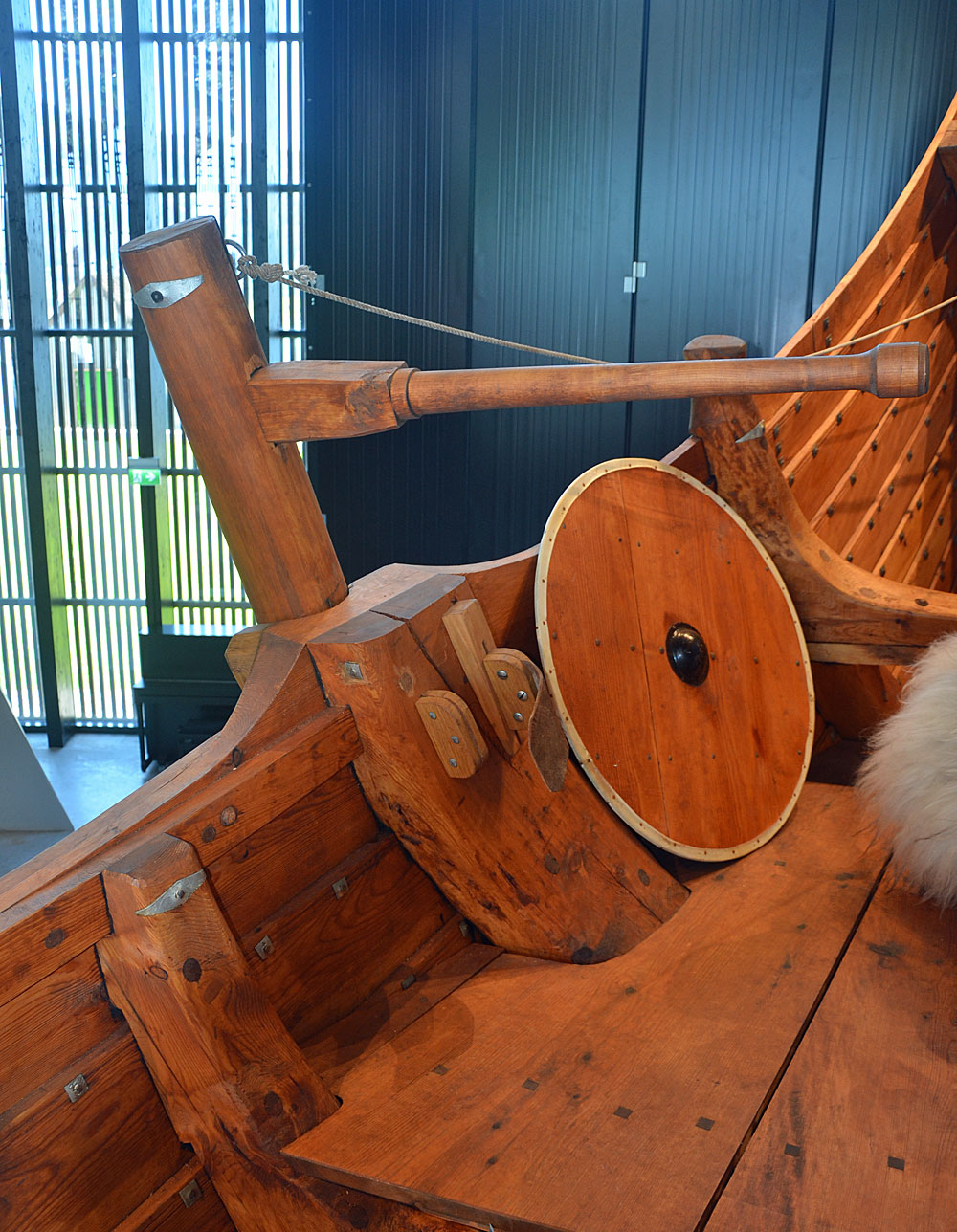
Кермо
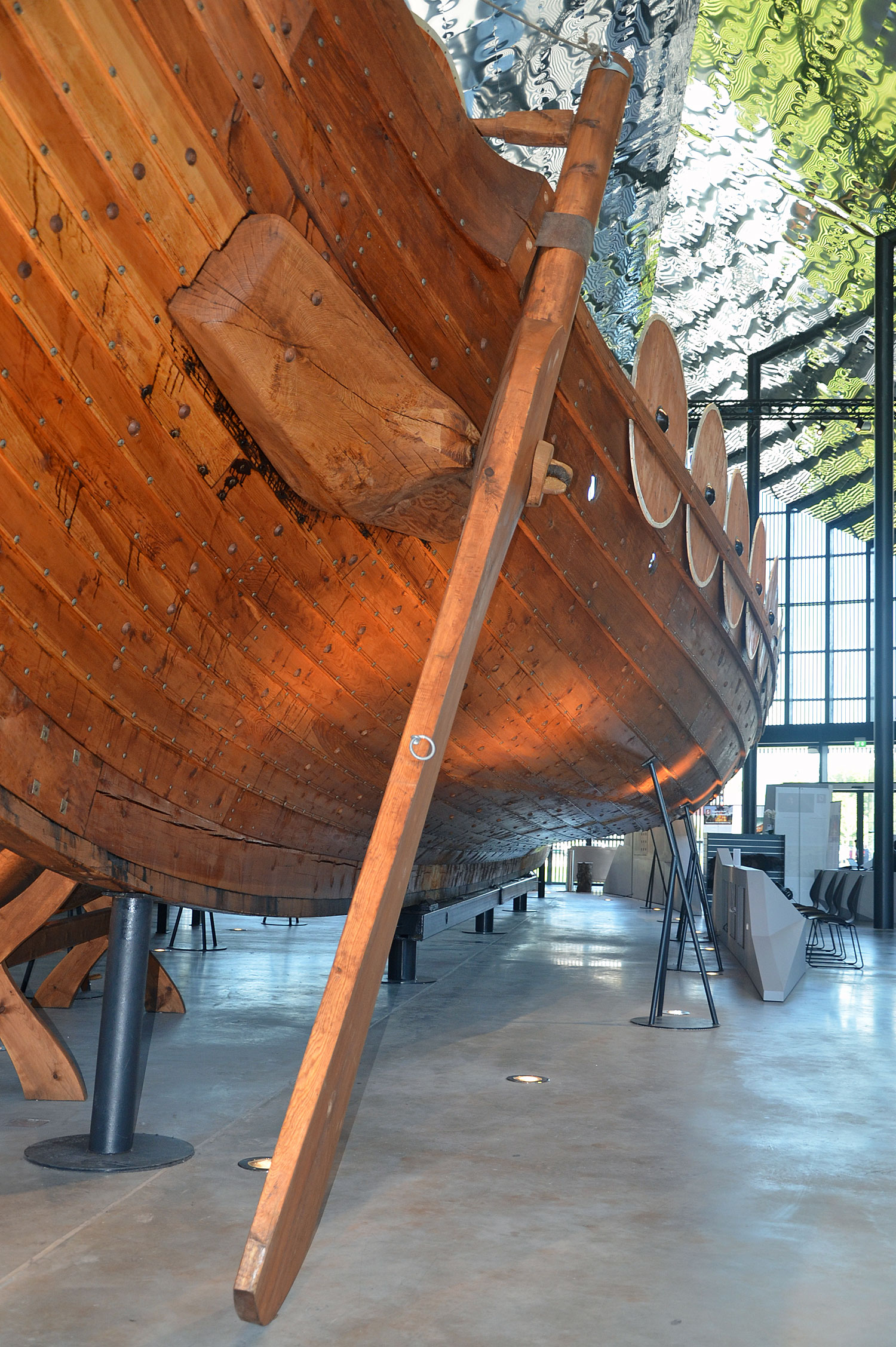
Обшивка судна